# Zender Belmont
De Zender Belmont is een getuide mast voor het uitzenden van FM en van TV in Donington on Bain, Lincolnshire, Engeland. De radiotoren van Zender Belmont, die in 1965 werd gebouwd en was met 385 meter de hoogste toren in de Europese Unie tot de toren werd ingekort in 2010 (tot 351,7 m). Hierna werd de Torreta de Guardamar (370 m) de hoogste constructie in de EU.